# Dream On (пісня Емі Макдональд)
«Dream On» — перший сингл четвертого студійного альбому шотландської авторки-виконавиці Емі Макдональд — «Under Stars». Сингл вийшов 6 січня 2017.

## Список композицій
| Цифрове завантаження | Цифрове завантаження | Цифрове завантаження |
| #                    | Назва                | Тривалість           |
| -------------------- | -------------------- | -------------------- |
| 1.                   | «Dream On»           | 3:19                 |

## Музичне відео
13 січня 2017 відбувся офіційний реліз музичного відео на каналі співачки на YouTube.

## Чарти
Тижневі чарти
| Чарт (2017)                         | Позиція |
| ----------------------------------- | ------- |
| Бельгія (Фландрія) (Ultratop)       | 34      |
| Бельгія (Валлонія) (Ultratop)       | 12      |
| Польща (Polish Airplay Top 100)     | 58      |
| Шотландія (Official Charts Company) | 28      |
| Швейцарія (Schweizer Hitparade)     | 32      |